# Megophrys
Megophrys é um gênero sapo (anuro) pertencente a família Megophryidae. Geralmente estes sapos possuem "sobrancelhas" e por causa disso são conhecidos como sapo-de-chifre-asiático.

## Principais espécies
- Megophrys aceras Boulenger, 1903
- Megophrys acuta Wang, Li, & Jin, 2014
- Megophrys ancrae Mahony, Teeling, & Biju, 2013
- Megophrys auralensis Ohler, Swan, & Daltry, 2002
- Megophrys baluensis (Boulenger, 1899)
- Megophrys baolongensis Ye, Fei, & Xie, 2007
- Megophrys binchuanensis Ye & Fei, 1995
- Megophrys binlingensis Jiang, Fei, & Ye, 2009
- Megophrys boettgeri (Boulenger, 1899)
- Megophrys brachykolos Inger & Romer, 1961
- Megophrys caudoprocta Shen, 1994
- Megophrys cheni (Wang & Liu, 2014)
- Megophrys damrei Mahony, 2011
- Megophrys daweimontis Rao & Yang, 1997
- Megophrys dringi Inger, Stuebing, & Tan, 1995
- Megophrys gigantica Liu, Hu, & Yang, 1960
- Megophrys glandulosa Fei, Ye, & Huang, 1990
- Megophrys huangshanensis Fei & Ye, 2005
- Megophrys jingdongensis Fei & Ye, 1983
- Megophrys jinggangensis (Wang, 2012)
- Megophrys katabhako Deuti, Grosjean, Nicolas, Vasudevan  &  Ohler, 2017
- Megophrys kobayashii Malkmus & Matsui, 1997
- Megophrys kuatunensis Pope, 1929
- Megophrys latidactyla Orlov, Poyarkov, & Nguyen, 2015
- Megophrys lekaguli Stuart, Chuaynkern, Chan-ard, & Inger, 2006
- Megophrys ligayae Taylor, 1920
- Megophrys lini (Wang & Yang, 2014)
- Megophrys longipes Boulenger, 1886
- Megophrys major Boulenger, 1908
- Megophrys mangshanensis Fei & Ye, 1990
- Megophrys medogensis Fei, Ye, & Huang, 1983
- Megophrys megacephala Mahony, Sengupta, Kamei, & Biju, 2011
- Megophrys minor Stejneger, 1926
- Megophrys montana Kuhl & Van Hasselt, 1822
- Megophrys nankiangensis Liu & Hu, 1966
- Megophrys nasuta (Schlegel, 1858)
- Megophrys obesa Wang, Li, & Zhao, 2014
- Megophrys omeimontis Liu, 1950
- Megophrys oropedion Mahony, Teeling, & Biju, 2013
- Megophrys pachyproctus Huang, 1981
- Megophrys palpebralespinosa Bourret, 1937
- Megophrys parallela Inger & Iskandar, 2005
- Megophrys parva (Boulenger, 1893)
- Megophrys robusta Boulenger, 1908
- Megophrys sangzhiensis Jiang, Ye, & Fei, 2008
- Megophrys sanu Deuti, Grosjean, Nicolas, Vasudevan  &  Ohler, 2017
- Megophrys serchhipii (Mathew & Sen, 2007)
- Megophrys shapingensis Liu, 1950
- Megophrys shuichengensis Tian & Sun, 1995
- Megophrys spinata Liu & Hu, 1973
- Megophrys stejnegeri Taylor, 1920
- Megophrys takensis Mahony, 2011
- Megophrys tuberogranulatus Shen, Mo & Li, 2010
- Megophrys vegrandis Mahony, Teeling, Biju, 2013
- Megophrys wawuensis Fei, Jiang, & Zheng, 2001
- Megophrys wuliangshanensis Ye & Fei, 1995
- Megophrys wushanensis Ye & Fei, 1995
- Megophrys zhangi Ye & Fei, 1992
- Megophrys zunhebotoensis (Mathew & Sen, 2007)

Outras fontes continuam a reconhecer Megophrys em um sentido mais estreito:
- Megophrys kobayashii Malkmus & Matsui, 1997
- Megophrys ligayae Taylor, 1920
- Megophrys montana Kuhl & Van Hasselt, 1822
- Megophrys nasuta (Schlegel, 1858)
- Megophrys stejnegeri Taylor, 1920